# Domessargues
Domessargues är en kommun i departementet Gard i regionen Occitanien i södra Frankrike. Kommunen ligger i kantonen Lédignan som tillhör arrondissementet Alès. År 2022 hade Domessargues 750 invånare.

## Befolkningsutveckling
Antalet invånare i kommunen Domessargues
Referens:INSEE